# Mont-d'Astarac
Pour les articles homonymes, voir Mont.
Mont-d'Astarac (Lo Mont d'Astarac en gascon) est une commune française située dans le sud du département du Gers, en région Occitanie. Sur le plan historique et culturel, la commune est dans le pays d'Astarac, un territoire du sud gersois très vallonné, au sol argileux, qui longe le plateau de Lannemezan.
Exposée à un climat océanique altéré, elle est drainée par l'Arrats, l'Arrat de devant et par divers autres petits cours d'eau. La commune possède un patrimoine naturel remarquable composé d'une zone naturelle d'intérêt écologique, faunistique et floristique.
Mont-d'Astarac est une commune rurale qui compte 91 habitants en 2022, après avoir connu un pic de population de 339 habitants en 1793.  Ses habitants sont appelés les Mont-d'Astaracais ou  Mont-d'Astaracaises.
Le patrimoine architectural de la commune comprend trois  immeubles protégés au titre des monuments historiques : le château de Salleneuve, inscrit en 1973, l'église Saint-Gilles, inscrite en 1975, et la porte de ville, inscrite en 1978.

## Géographie

### Localisation
Mont-d'Astarac est une commune de Gascogne, de l'Astarac et du Gers, située dans le sud-est du canton de Masseube. C'est une commune limitrophe avec les départements de la Haute-Garonne et des Hautes-Pyrénées, arrosée par l'Arrats de devant. Elle est située au croisement des routes D 228 et D 40.
Au lieu-dit "Tuco", on trouve le point culminant du département du Gers à l'altitude de 386 m.

### Communes limitrophes
Les communes limitrophes sont  Arrouède, Boulogne-sur-Gesse, Casterets, Chélan, Lalanne-Arqué, Manent-Montané, Sariac-Magnoac et Thermes-Magnoac.
|                                  | Arrouède                    | Cabas-Loumassès (par un quadripoint)                                                 |
| Chélan                           | Mont-d'Astarac              | Manent-Montané                                                                       |
| Sariac-Magnoac (Hautes-Pyrénées) | Casterets (Hautes-Pyrénées) | Lalanne-Arqué, Boulogne-sur-Gesse (Haute-Garonne), Thermes-Magnoac (Hautes-Pyrénées) |

### Géologie et relief
Mont-d'Astarac se situe en zone de sismicité 2 (sismicité faible).

### Hydrographie

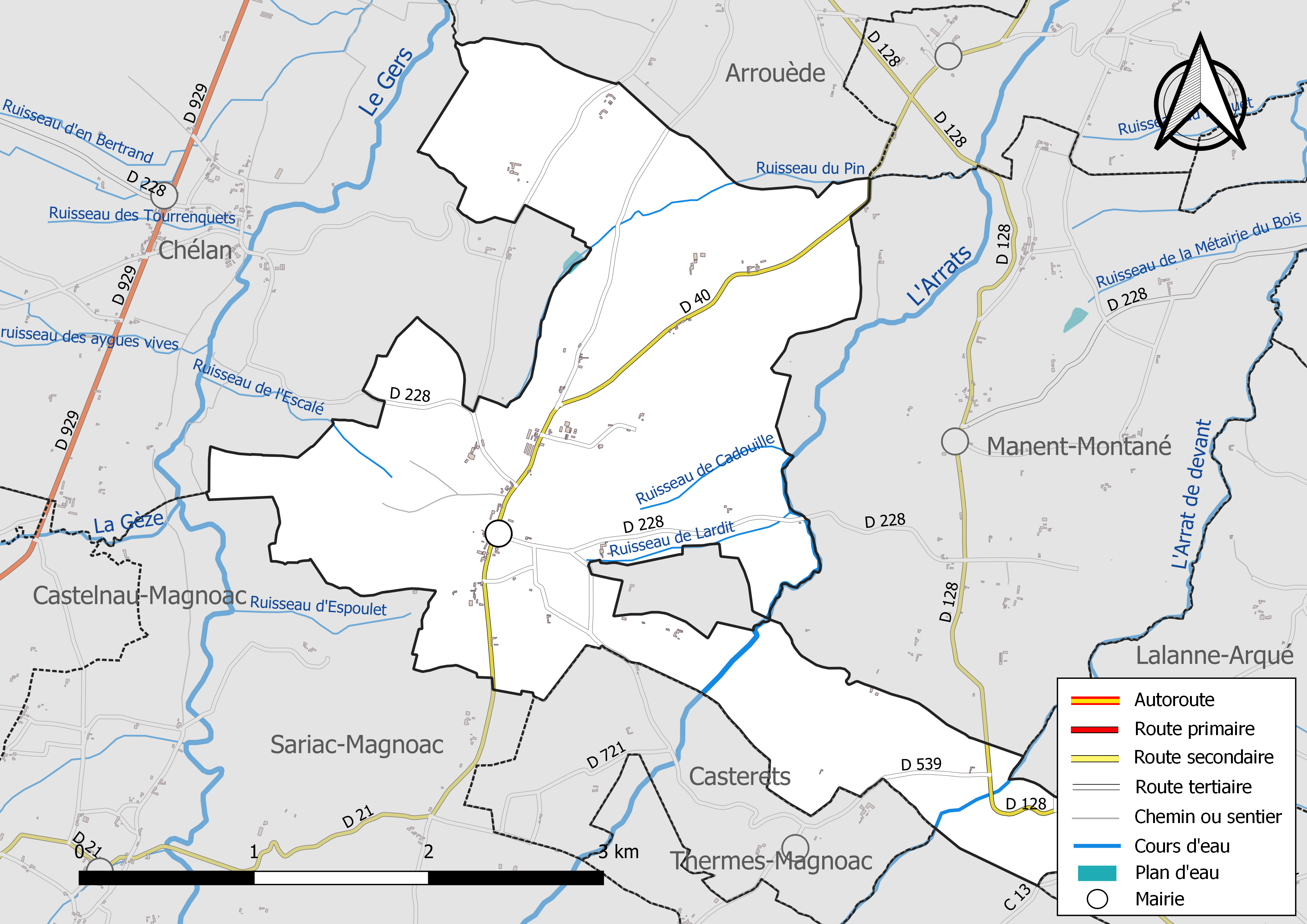
Réseaux hydrographique et routier de Mont-d'Astarac.

La commune est dans le bassin de la Garonne, au sein du bassin hydrographique Adour-Garonne. Elle est drainée par l'Arrats, l'Arrat de Devant, le ruisseau de Cadouille, le ruisseau de Lardit, le ruisseau de l'Escalé, le ruisseau de Séraut et le ruisseau du Pin, qui constituent un réseau hydrographique de 5 km de longueur totale,.
L'Arrats, d'une longueur totale de 162,1 km, prend sa source dans la commune de Lannemezan et s'écoule vers le nord. Il traverse la commune et se jette dans la Garonne à Saint-Loup, après avoir traversé 66 communes.
L'Arrat de devant, d'une longueur totale de 14,1 km, prend sa source dans la commune de Betbèze et s'écoule vers le nord. Il traverse la commune et se jette dans l'Arrats à Bézues-Bajon, après avoir traversé 10 communes.

### Climat
Pour des articles plus généraux, voir Climat de l'Occitanie et Climat du Gers.
En 2010, le climat de la commune est de type climat océanique altéré, selon une étude s'appuyant sur une série de données couvrant la période 1971-2000. En 2020, Météo-France publie une typologie des climats de la France métropolitaine dans laquelle la commune est toujours exposée à un climat océanique altéré et est dans la région climatique Aquitaine, Gascogne, caractérisée par une pluviométrie abondante au printemps, modérée en automne, un faible ensoleillement au printemps, un été chaud (19,5 °C), des vents faibles, des brouillards fréquents en automne et en hiver et des orages fréquents en été (15 à 20 jours).
Pour la période 1971-2000, la température annuelle moyenne est de 12,5 °C, avec une amplitude thermique annuelle de 14,8 °C. Le cumul annuel moyen de précipitations est de 906 mm, avec 10 jours de précipitations en janvier et 6,8 jours en juillet. Pour la période 1991-2020, la température moyenne annuelle observée sur la station météorologique la plus proche, située sur la commune de Sadeillan à 19 km à vol d'oiseau, est de 13,6 °C et le cumul annuel moyen de précipitations est de 900,9 mm,. Pour l'avenir, les paramètres climatiques de la commune estimés pour 2050 selon différents scénarios d’émission de gaz à effet de serre sont consultables sur un site dédié publié par Météo-France en novembre 2022.

### Milieux naturels et biodiversité

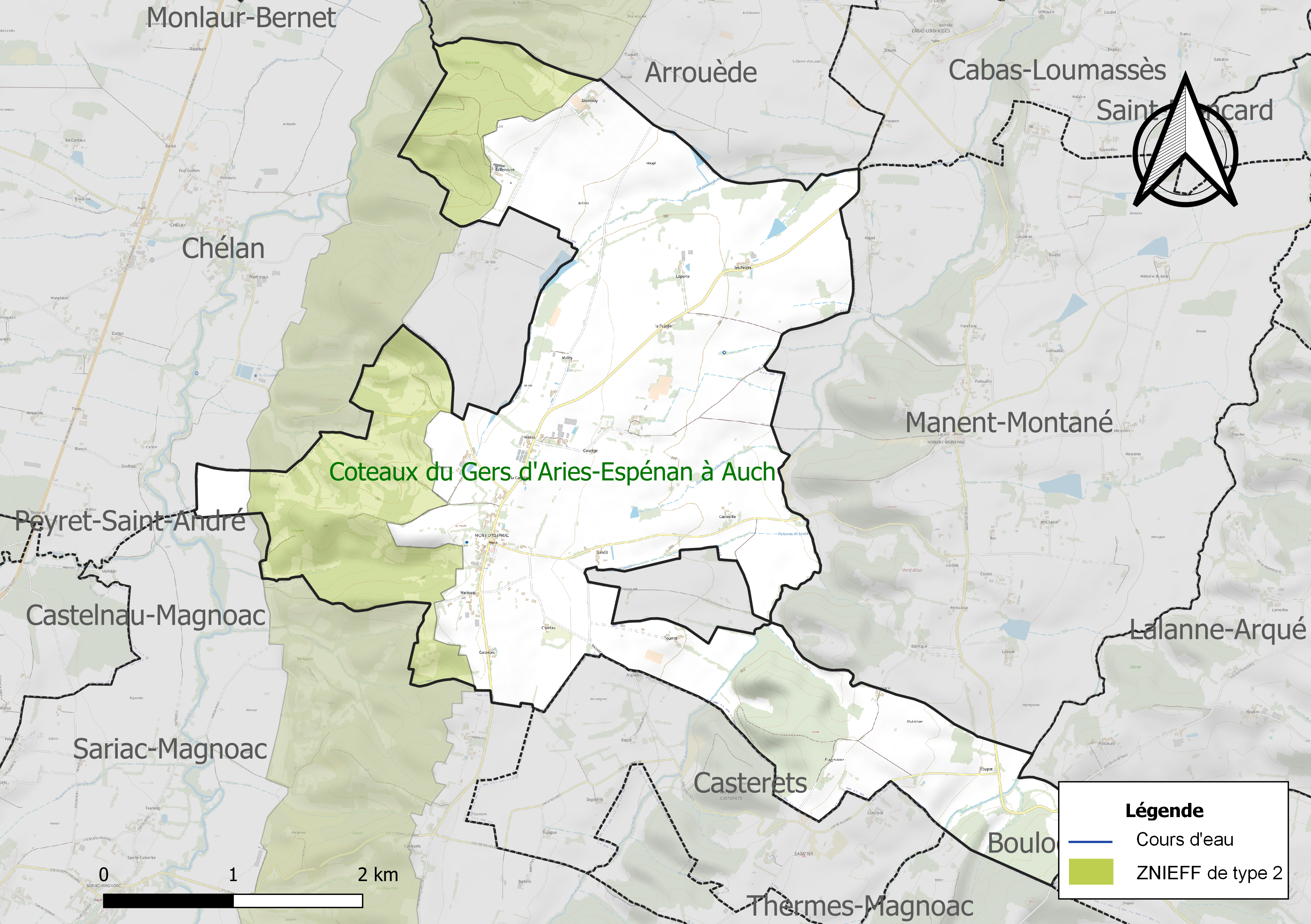
Carte de la ZNIEFF de type 2 localisée sur la commune.

L’inventaire des zones naturelles d'intérêt écologique, faunistique et floristique (ZNIEFF) a pour objectif de réaliser une couverture des zones les plus intéressantes sur le plan écologique, essentiellement dans la perspective d’améliorer la connaissance du patrimoine naturel national et de fournir aux différents décideurs un outil d’aide à la prise en compte de l’environnement dans l’aménagement du territoire.
Une ZNIEFF de type 2 est recensée sur la commune :
les « coteaux du Gers d'Aries-Espénan à Auch » (13 191 ha), couvrant 31 communes dont 28 dans le Gers et trois dans les Hautes-Pyrénées.

## Urbanisme

### Typologie
Au 1er janvier 2024, Mont-d'Astarac est catégorisée commune rurale à habitat très dispersé, selon la nouvelle grille communale de densité à sept niveaux définie par l'Insee en 2022.
Elle est située hors unité urbaine et hors attraction des villes,.

### Occupation des sols
L'occupation des sols de la commune, telle qu'elle ressort de la base de données européenne d’occupation biophysique des sols Corine Land Cover (CLC), est marquée par l'importance des territoires agricoles (79,9 % en 2018), une proportion sensiblement équivalente à celle de 1990 (79,8 %). La répartition détaillée en 2018 est la suivante : 
zones agricoles hétérogènes (43,4 %), terres arables (36,6 %), forêts (20,1 %). L'évolution de l’occupation des sols de la commune et de ses infrastructures peut être observée sur les différentes représentations cartographiques du territoire : la carte de Cassini (XVIIIe siècle), la carte d'état-major (1820-1866) et les cartes ou photos aériennes de l'IGN pour la période actuelle (1950 à aujourd'hui).

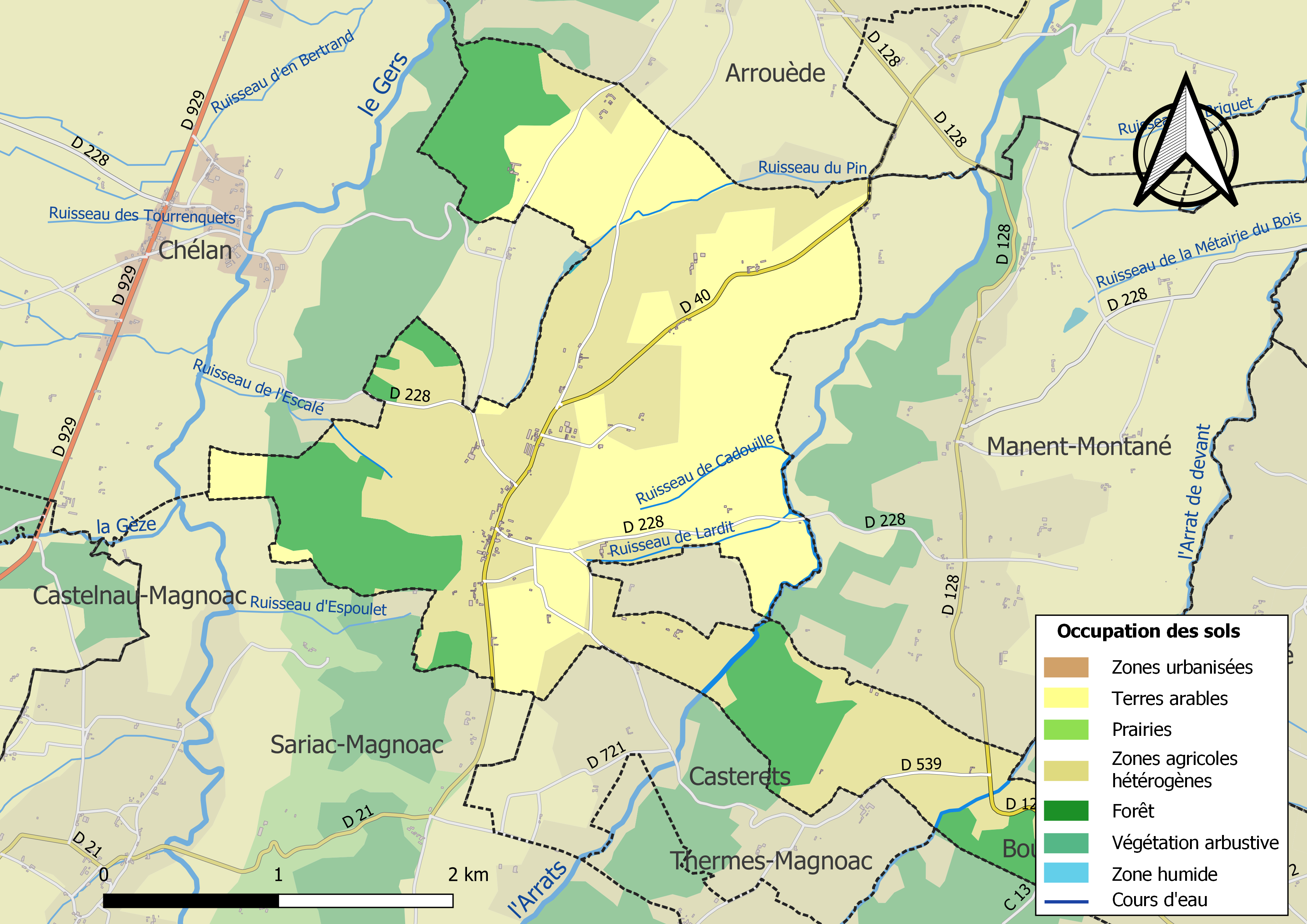
Carte des infrastructures et de l'occupation des sols de la commune en 2018 (CLC).

### Voies de communications et transports

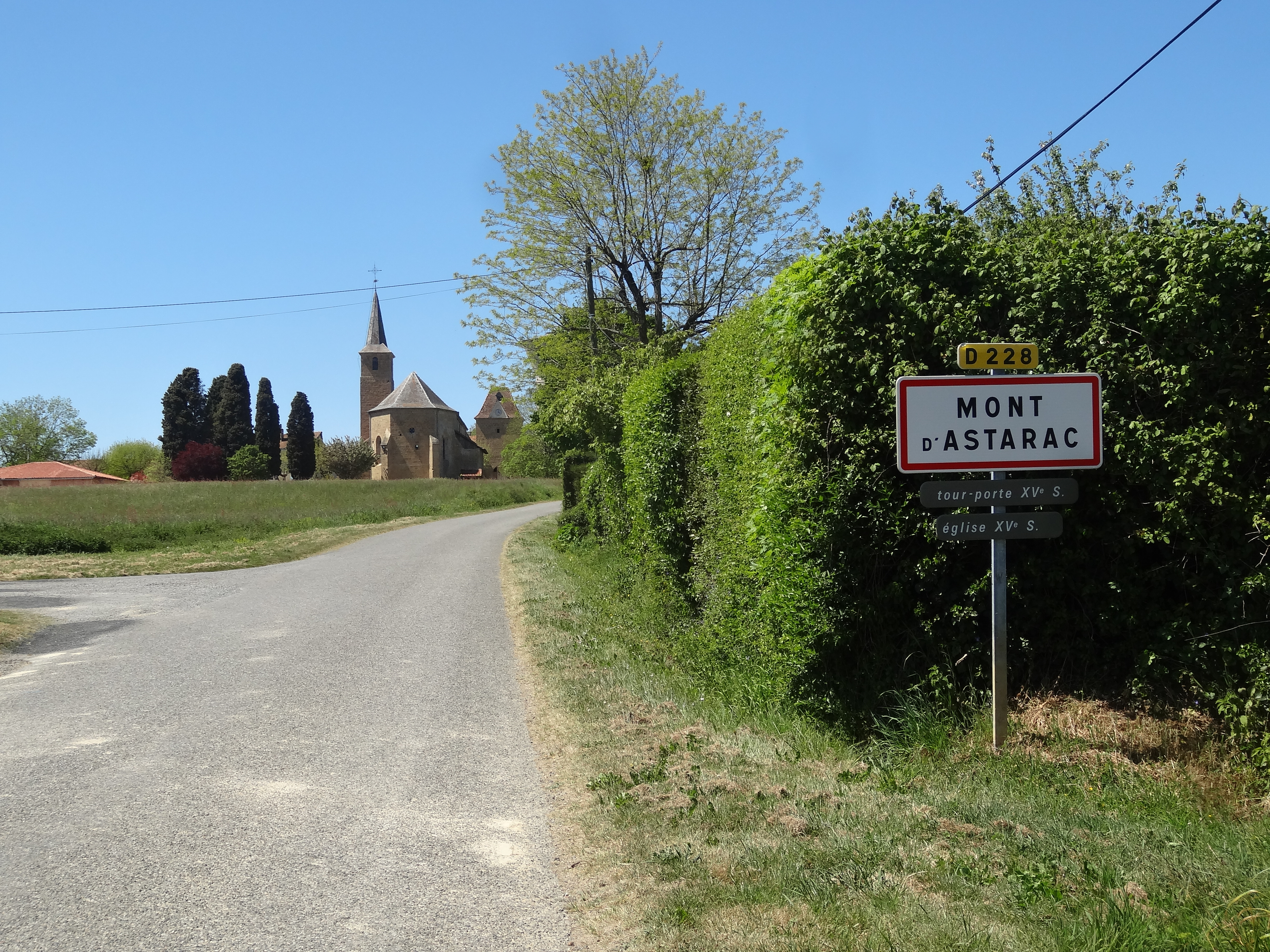
Entrée est du village.

### Risques majeurs
Le territoire de la commune de Mont-d'Astarac est vulnérable à différents aléas naturels : météorologiques (tempête, orage, neige, grand froid, canicule ou sécheresse) et séisme (sismicité faible). Un site publié par le BRGM permet d'évaluer simplement et rapidement les risques d'un bien localisé soit par son adresse soit par le numéro de sa parcelle.

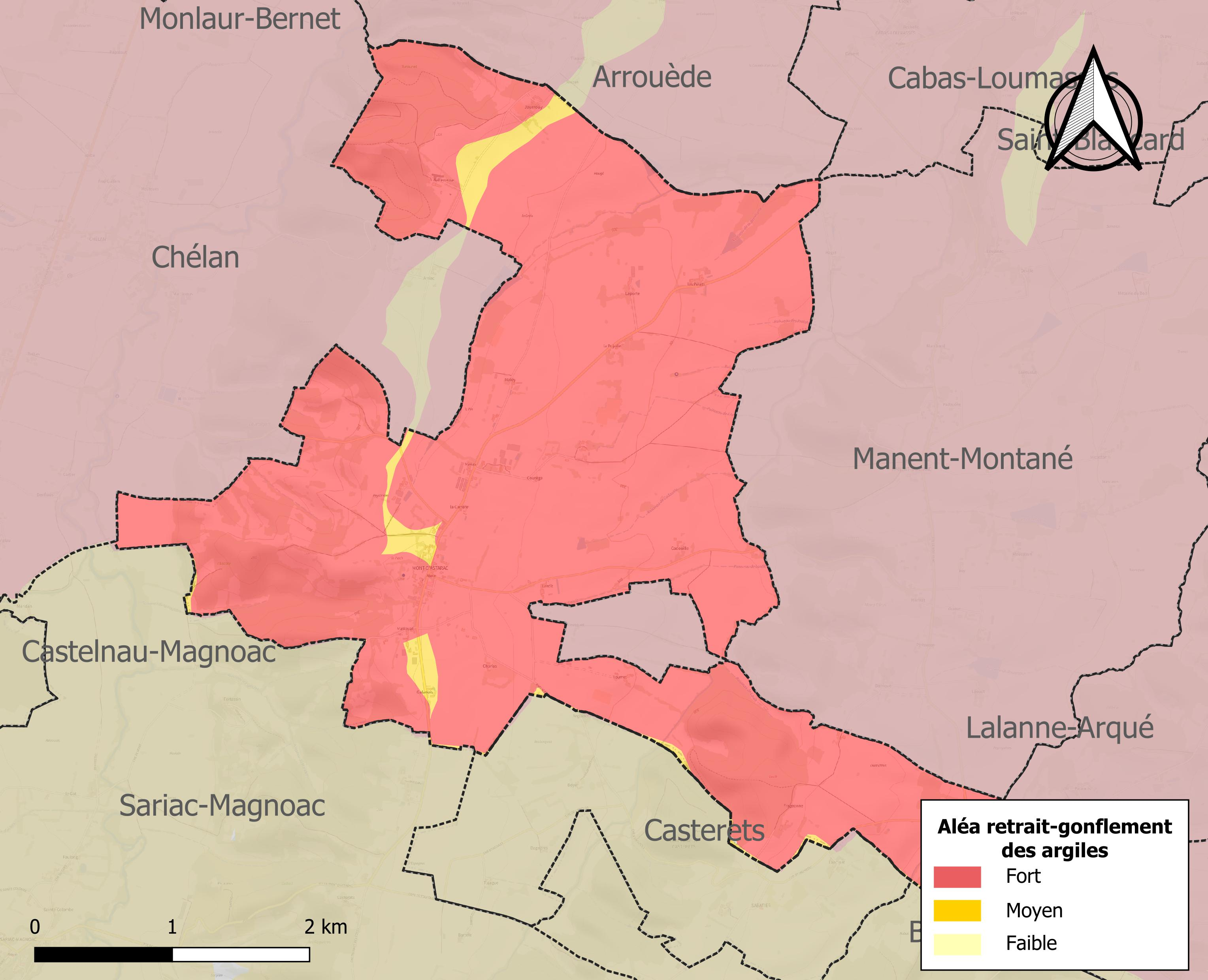
Carte des zones d'aléa retrait-gonflement des sols argileux de Mont-d'Astarac.

Le retrait-gonflement des sols argileux est susceptible d'engendrer des dommages importants aux bâtiments en cas d’alternance de périodes de sécheresse et de pluie. La totalité de la commune est en aléa moyen ou fort (94,5 % au niveau départemental et 48,5 % au niveau national). Sur les 58 bâtiments dénombrés sur la commune en 2019, 58 sont en aléa moyen ou fort, soit 100 %, à comparer aux 93 % au niveau départemental et 54 % au niveau national. Une cartographie de l'exposition du territoire national au retrait gonflement des sols argileux est disponible sur le site du BRGM,.
Par ailleurs, afin de mieux appréhender le risque d’affaissement de terrain, l'inventaire national des cavités souterraines permet de localiser celles situées sur la commune.
La commune a été reconnue en état de catastrophe naturelle au titre des dommages causés par les inondations et coulées de boue survenues en 1988, 1999 et 2009. Concernant les mouvements de terrains, la commune a été reconnue en état de catastrophe naturelle au titre des dommages causés par la sécheresse en 1989 et 1993 et par des mouvements de terrain en 1999.

## Histoire

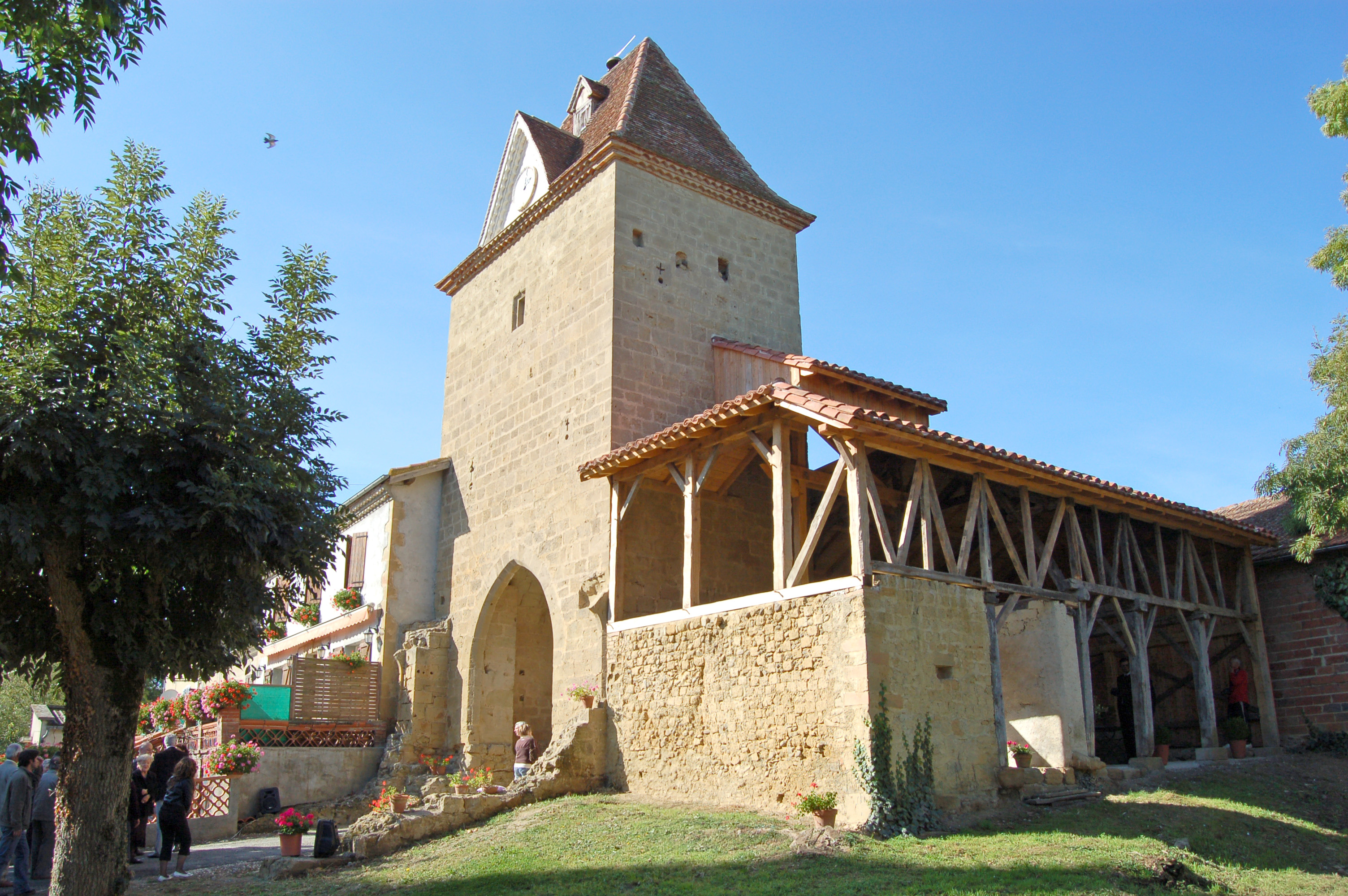
La tour-porte, vestige de l'enceinte villageoise disparue.

L'histoire de Mont d'Astarac remonte aux années 930 lorsque le village devint la première capitale de l'Astarac. En effet, c'est sur le point culminant de la commune que se trouvait le château d'Arnaud Garcia qui s'y établit après avoir hérité le comté d'Astarac de son père, le comte de Gascogne - Garcia Sanche dit le Courbé.
À la Révolution, Mont-d'Astarac est un temps chef-lieu de canton sous le nom de Montagnard.
Un long déclin s'amorce ensuite mais la découverte par Jean-Michel Lassure de peintures murales datant du XVe siècle en juin 1968 dans l'église a donné au village une certaine notoriété qui lui permet aujourd'hui de voir visiteurs et passionnés s'intéresser à son patrimoine.

## Politique et administration

### Liste des maires

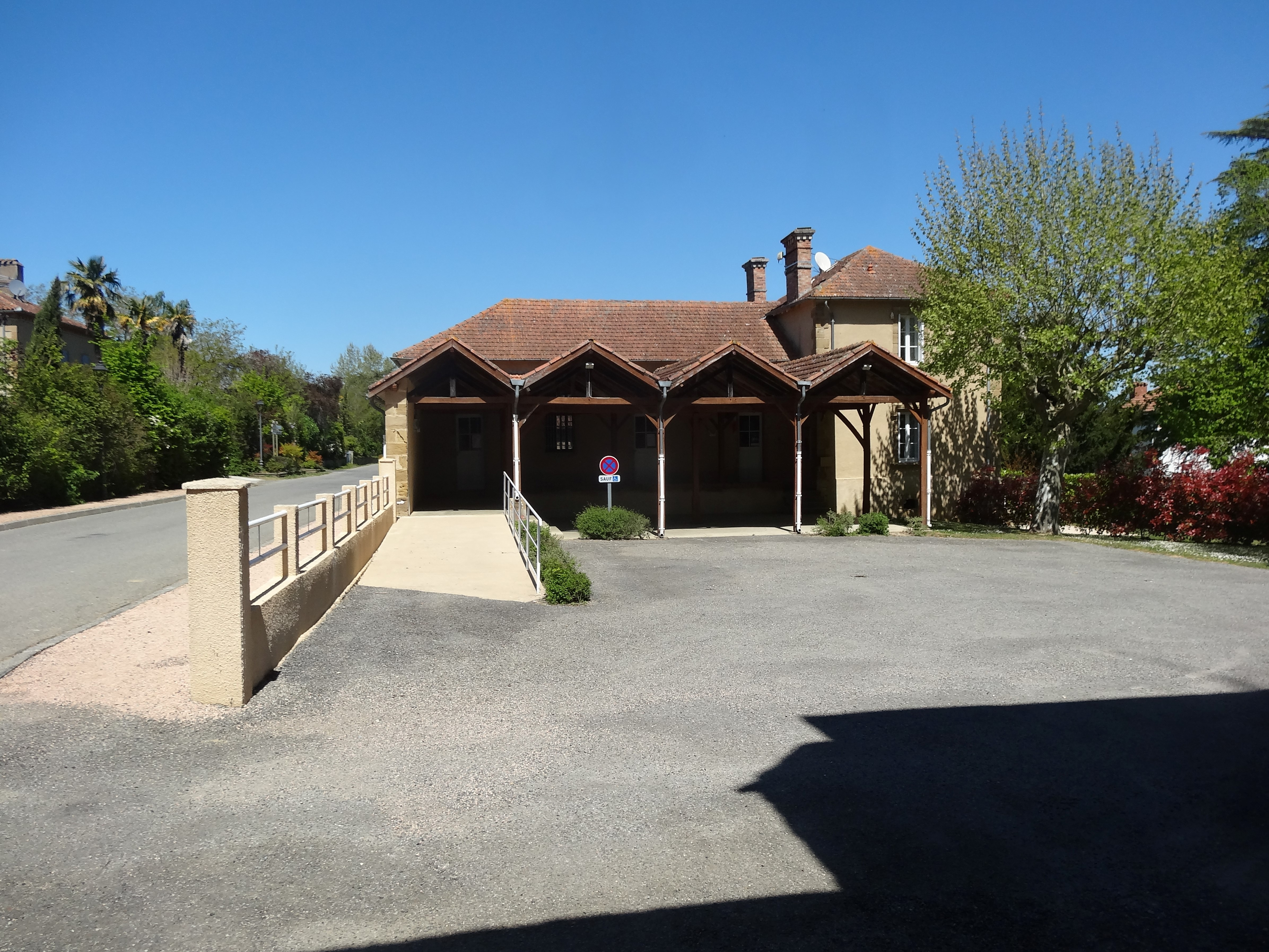
La mairie.

| Période   | Période   | Identité           | Étiquette | Qualité                    |
| --------- | --------- | ------------------ | --------- | -------------------------- |
| 1984      | mars 2001 | Jean Louis Vignaux |           |                            |
| mars 2001 | mars 2008 | Daniel Larrieu     |           |                            |
| mars 2008 | En cours  | Françoise Casalé   | PS        | Conseillère départementale |

## Population et société

### Démographie
| 1793 | 1800 | 1806 | 1821 | 1831 | 1841 | 1846 | 1851 | 1856 |
| ---- | ---- | ---- | ---- | ---- | ---- | ---- | ---- | ---- |
| 339  | 247  | 287  | 216  | 319  | 314  | 292  | 300  | 280  |

| 1861 | 1866 | 1872 | 1876 | 1881 | 1886 | 1891 | 1896 | 1901 |
| ---- | ---- | ---- | ---- | ---- | ---- | ---- | ---- | ---- |
| 280  | 266  | 245  | 231  | 234  | 254  | 238  | 217  | 196  |

| 1906 | 1911 | 1921 | 1926 | 1931 | 1936 | 1946 | 1954 | 1962 |
| ---- | ---- | ---- | ---- | ---- | ---- | ---- | ---- | ---- |
| 195  | 175  | 174  | 186  | 165  | 173  | 169  | 157  | 132  |

| 1968 | 1975 | 1982 | 1990 | 1999 | 2004 | 2006 | 2009 | 2014 |
| ---- | ---- | ---- | ---- | ---- | ---- | ---- | ---- | ---- |
| 122  | 107  | 112  | 103  | 102  | 103  | 96   | 96   | 107  |

| 2019 | 2022 | - | - | - | - | - | - | - |
| ---- | ---- | - | - | - | - | - | - | - |
| 94   | 91   | - | - | - | - | - | - | - |

### Enseignement
Il n'y a pas d'école à Mont-d'Astarac.

### Manifestations culturelles et festivités

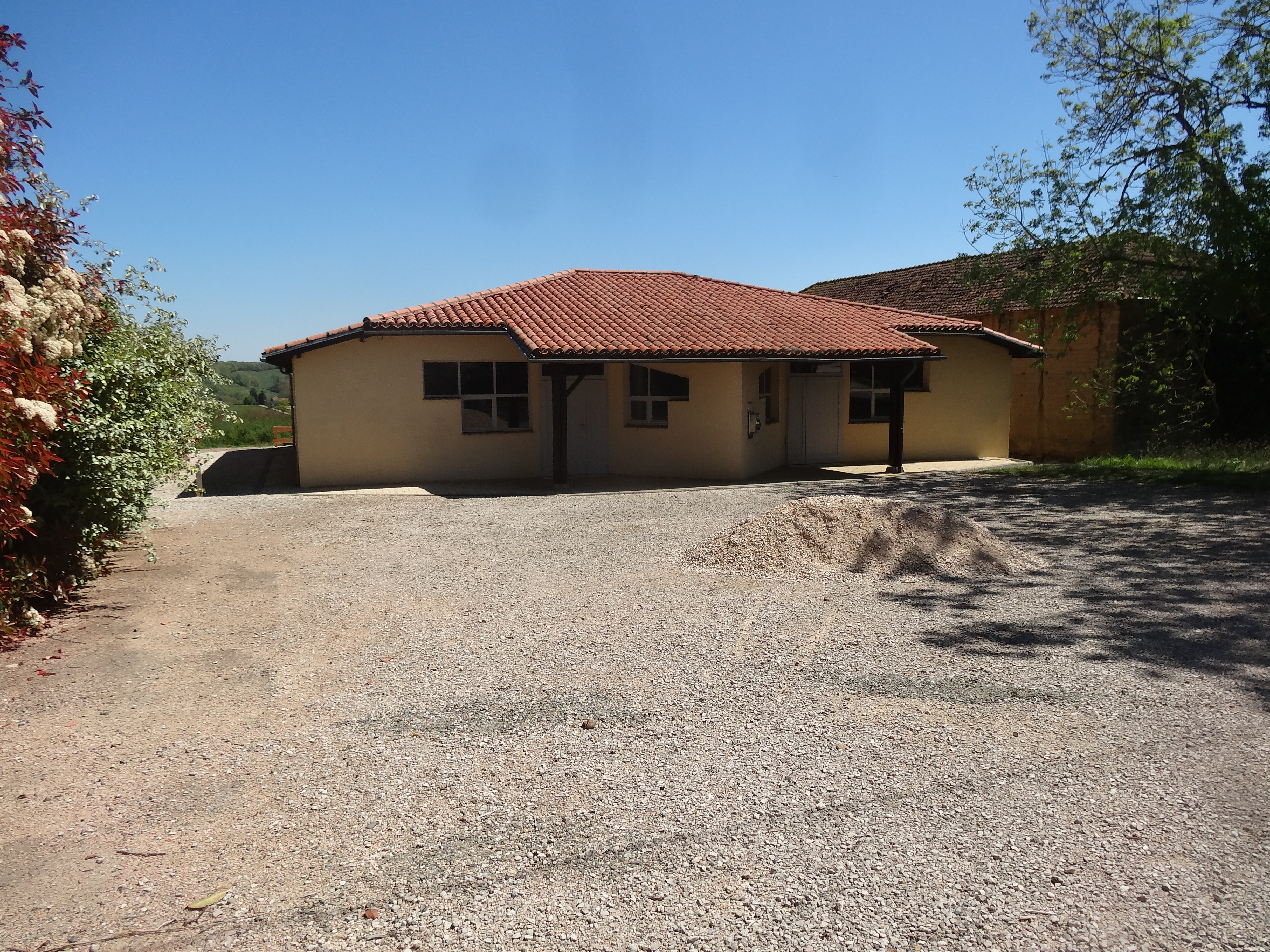
La salle des fêtes et son parking.

- Fête patronale : 10 août[27].

## Économie

### Emploi
|                | 2008  | 2013  | 2018  |
| -------------- | ----- | ----- | ----- |
| Commune        | 1,8 % | 8,1 % | 4,1 % |
| Département    | 6,1 % | 7,5 % | 8,2 % |
| France entière | 8,3 % | 10 %  | 10 %  |

En 2018, la population âgée de 15 à 64 ans s'élève à 52 personnes, parmi lesquelles on compte 63,3 % d'actifs (59,2 % ayant un emploi et 4,1 % de chômeurs) et 36,7 % d'inactifs,. Depuis 2008, le taux de chômage communal (au sens du recensement) des 15-64 ans est inférieur à celui de la France et du département.
La commune est hors attraction des villes,. Elle compte 19 emplois en 2018, contre 15 en 2013 et 17 en 2008. Le nombre d'actifs ayant un emploi résidant dans la commune est de 33, soit un indicateur de concentration d'emploi de 57,7 % et un taux d'activité parmi les 15 ans ou plus de 38,4 %.
Sur ces 33 actifs de 15 ans ou plus ayant un emploi, 16 travaillent dans la commune, soit 48 % des habitants. Pour se rendre au travail, 74,2 % des habitants utilisent un véhicule personnel ou de fonction à quatre roues, 19,4 % s'y rendent en deux-roues, à vélo ou à pied et 6,5 % n'ont pas besoin de transport (travail au domicile).

### Activités hors agriculture
8 établissements sont implantés  à Mont-d'Astarac au 31 décembre 2019.
Le secteur de l'industrie manufacturière, des industries extractives et autres est prépondérant sur la commune puisqu'il représente 50 % du nombre total d'établissements de la commune (4 sur les 8 entreprises implantées  à Mont-d'Astarac), contre 12,3 % au niveau départemental.

### Agriculture
La commune est dans l'Astarac, une petite région agricole englobant tout le Sud du département du Gers, un quart de sa superficie, et correspond au pied de lʼéventail gascon. En 2020, l'orientation technico-économique de l'agriculture  sur la commune est la polyculture et/ou le polyélevage.
|               | 1988 | 2000 | 2010 | 2020 |
| ------------- | ---- | ---- | ---- | ---- |
| Exploitations | 22   | 11   | 15   | 12   |
| SAU (ha)      | 766  | 549  | 678  | 803  |

Le nombre d'exploitations agricoles en activité et ayant leur siège dans la commune est passé de 22 lors du recensement agricole de 1988  à 11 en 2000 puis à 15 en 2010 et enfin à 12 en 2020, soit une baisse de 45 % en 32 ans. Le même mouvement est observé à l'échelle du département qui a perdu pendant cette période 51 % de ses exploitations,. La surface agricole utilisée sur la commune a quant à elle augmenté, passant de 766 ha en 1988 à 803 ha en 2020. Parallèlement la surface agricole utilisée moyenne par exploitation a augmenté, passant de 35 à 67 ha.

## Culture locale et patrimoine

### Lieux et monuments

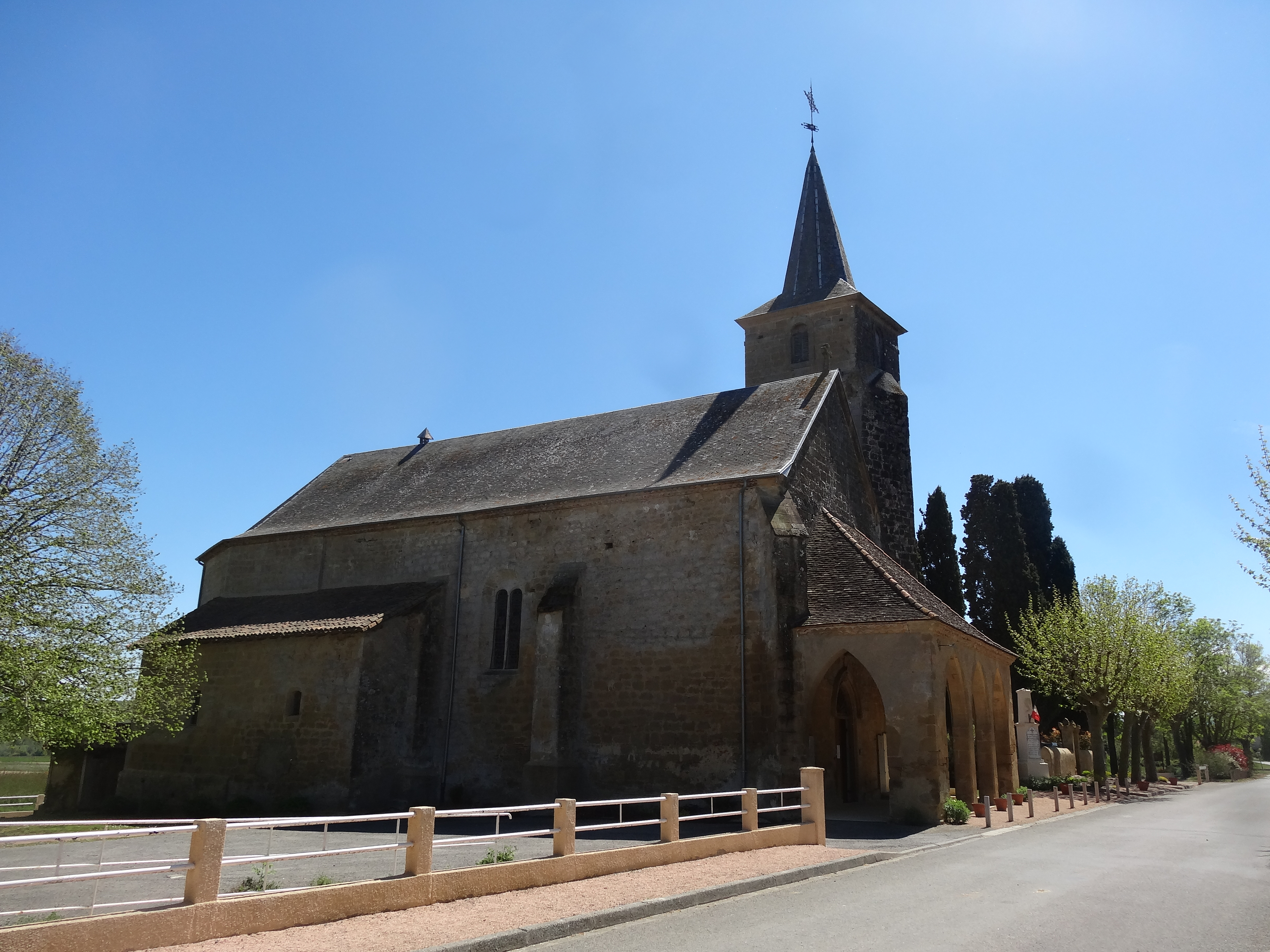
L'église.

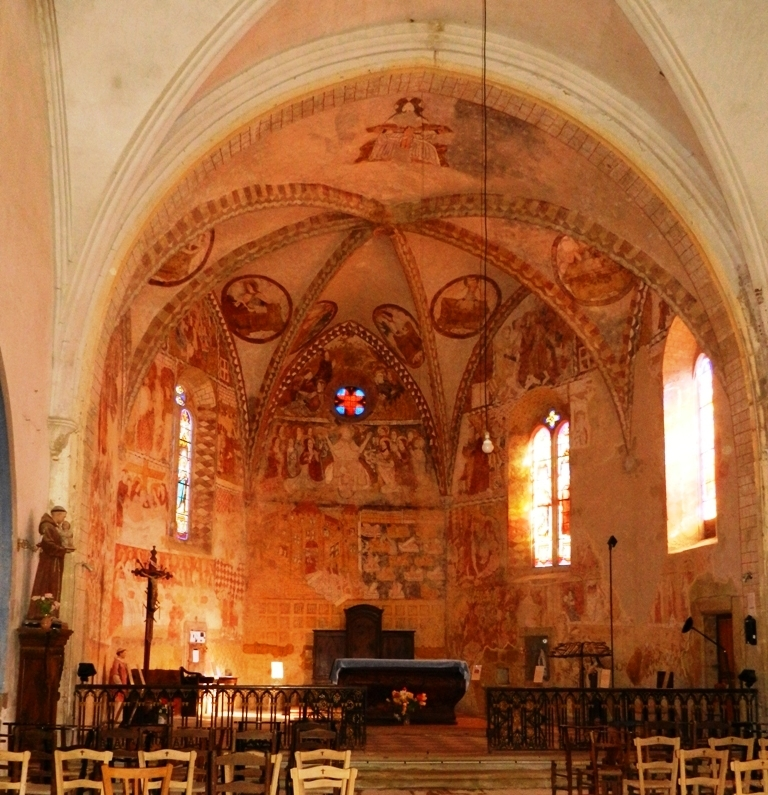
Le chœur pentagonal avec ses peintures murales fin XVe siècle.

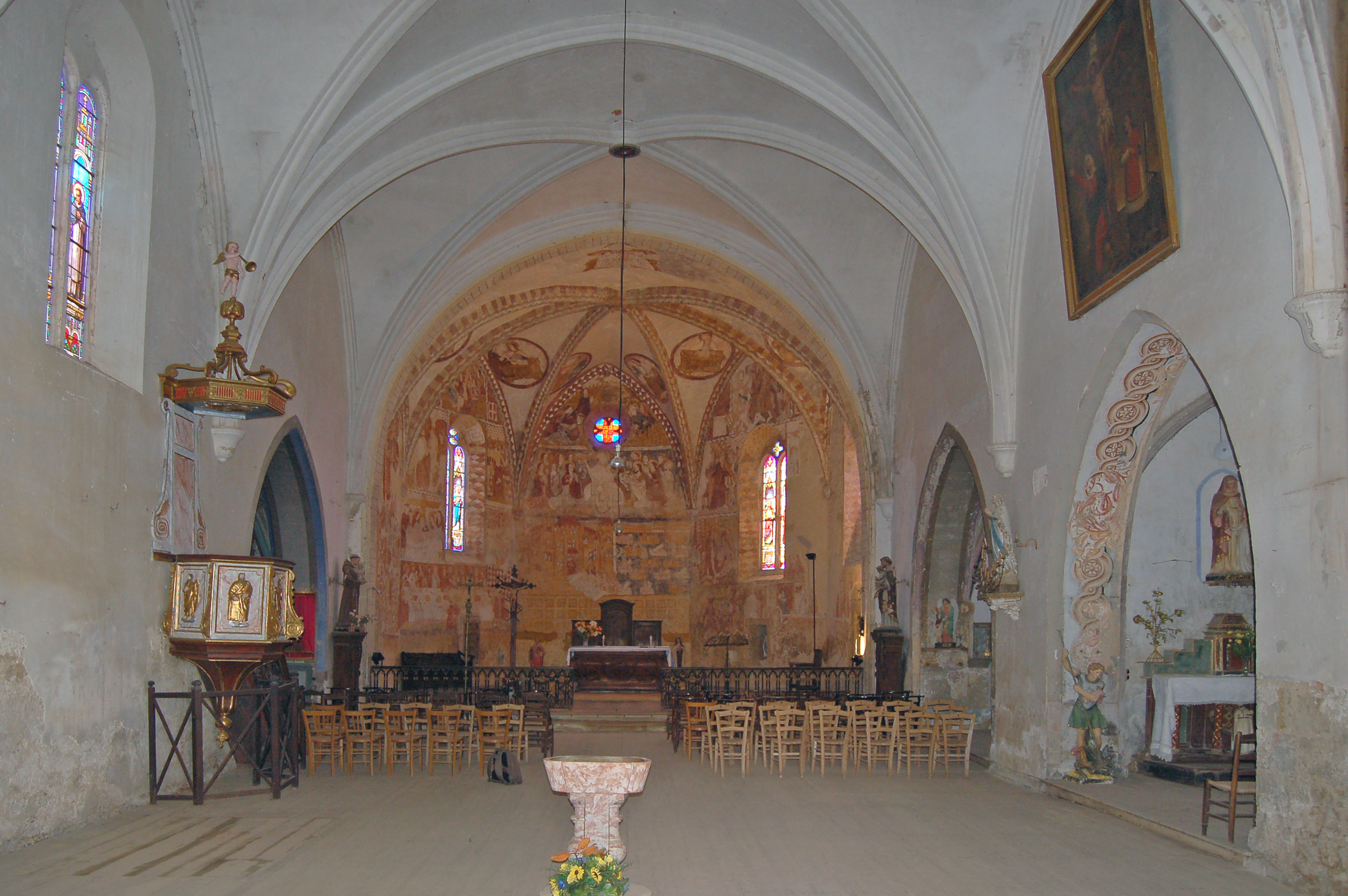
La nef avec au premier plan un bénitier en marbre rose marbré de blanc.

- Église gothique Saint-Gilles[32] ou Saint-Laurent[33]. L'édifice est inscrit aux monuments historiques depuis 1975[34],[35] : le chœur est orné de magnifiques peintures murales de la fin du XVe siècle. Elle comporte trois chapelles latérales ogivales, dont une est dédiée à sainte Anne.
- Tour-porte (hauteur 12,4 m, fin XIIIe-début XIVe siècle [?], avec d'importants remaniements au XVe siècle), vestige de l'enceinte villageoise disparue[36].
- Motte castrale du Plech (51 m sur 40 m, hauteur 3 m), à l'ouest de la tour-porte, qui servait de base à un château attribué à Arnaud-Garcie, fils de Garcie-Sanche et premier comte d'Astarac en 920[36].
- Château de Salleneuve milieu XVIIIe siècle[27].

L'église Saint-Gilles ou Saint-Laurent
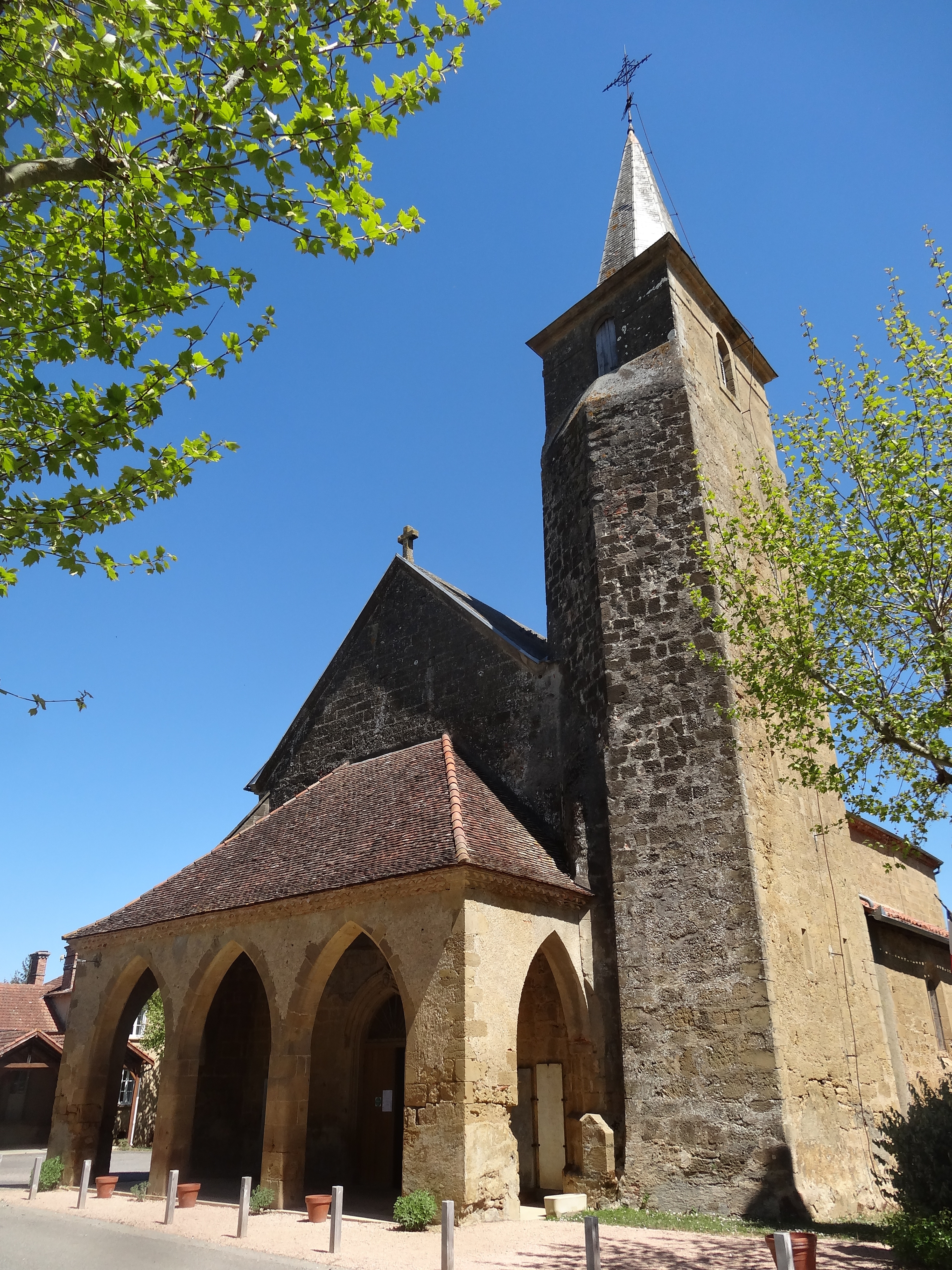
Le clocher carré à meurtrières de l'église.
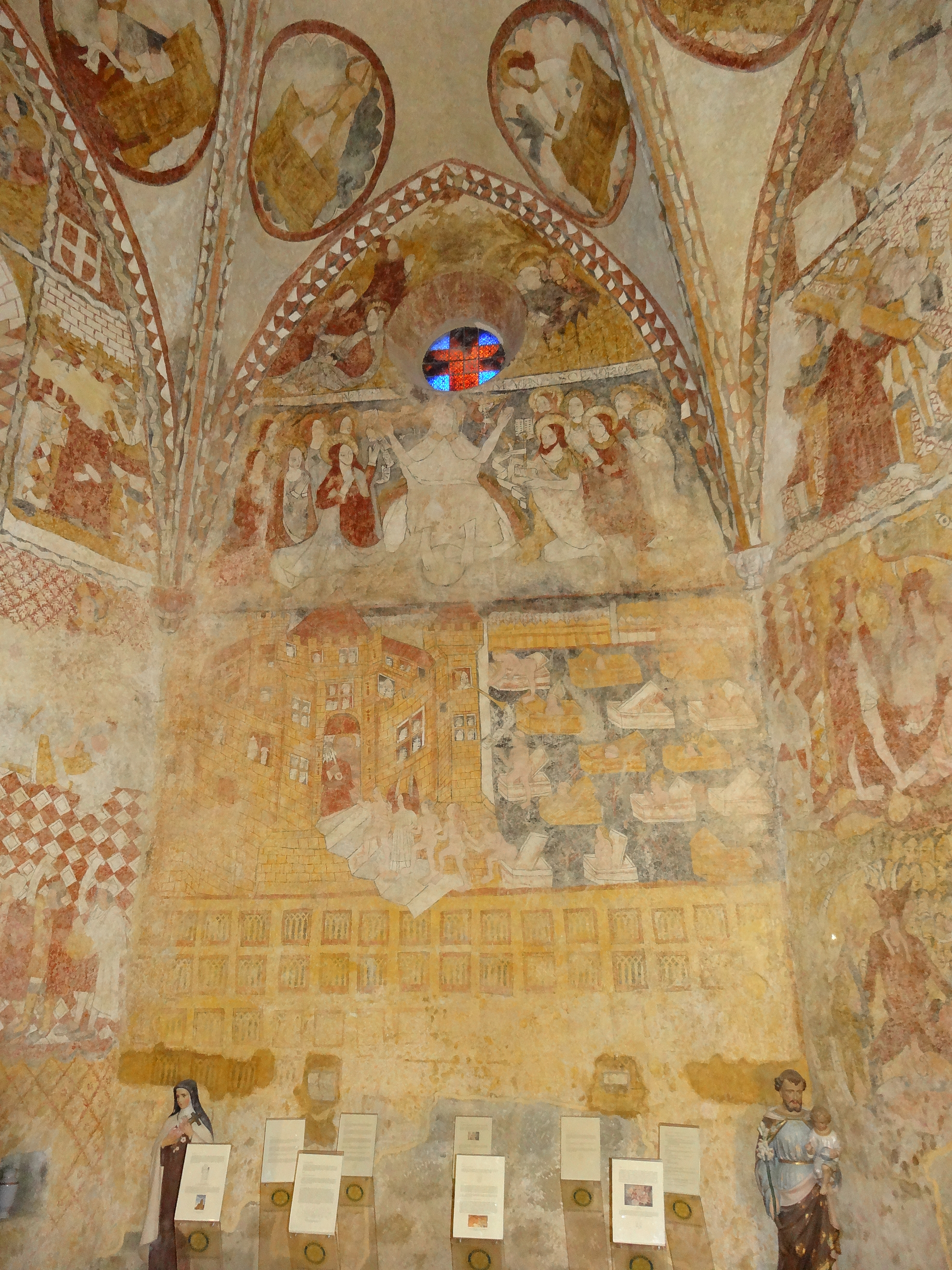
Une partie des peintures.
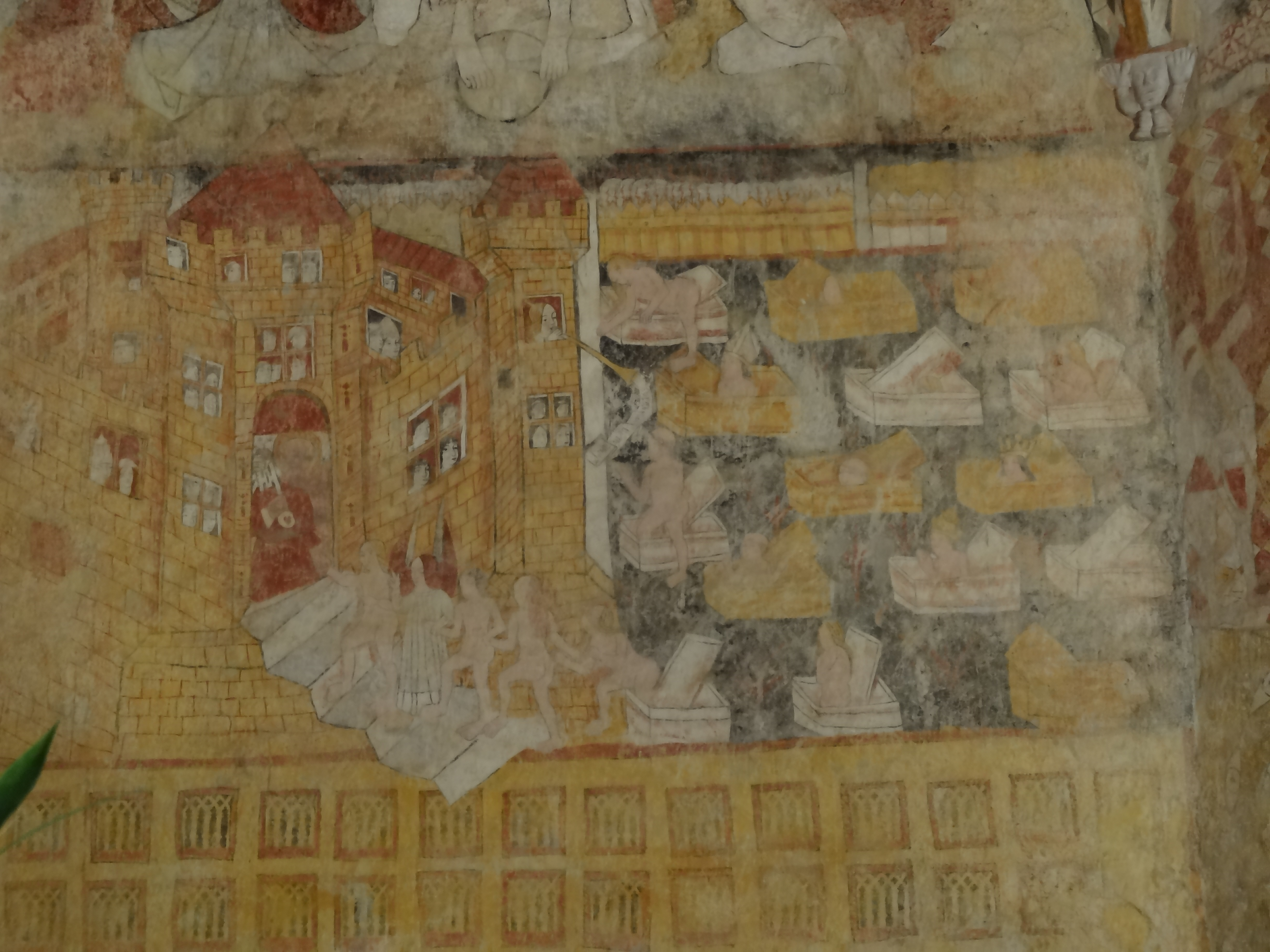
Autre vue des peintures.
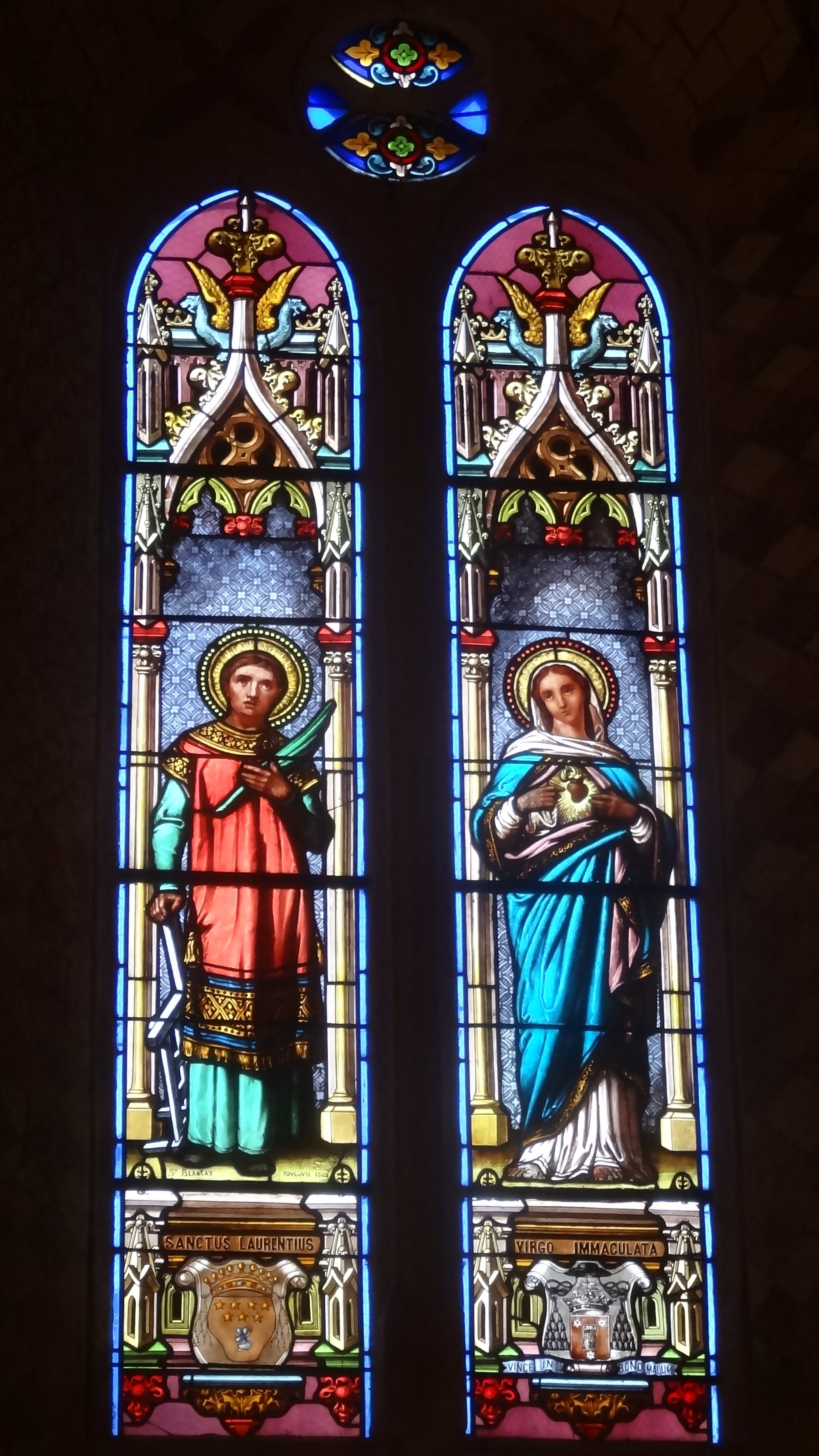
Vitraux.
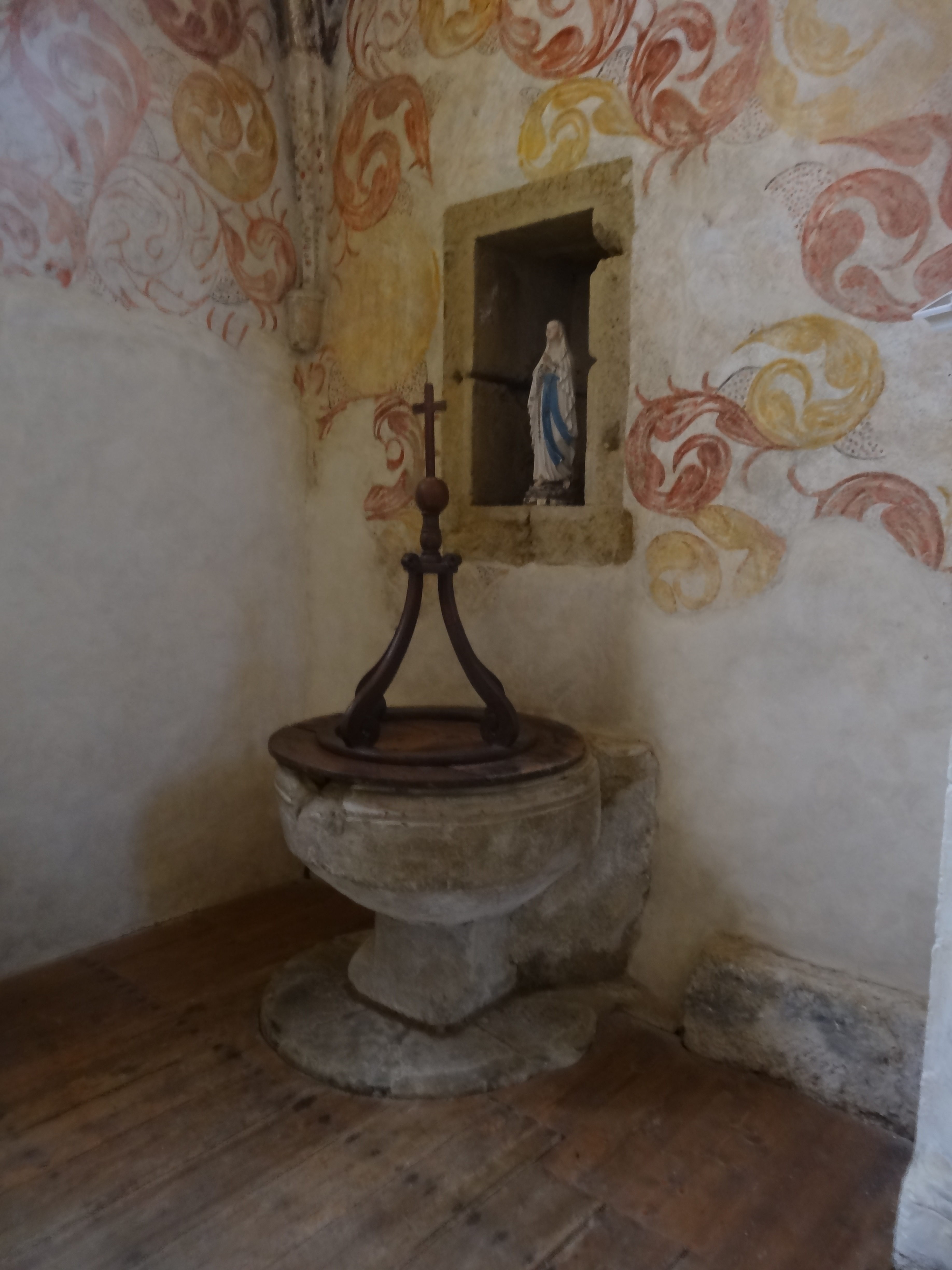
Fonts baptismaux.
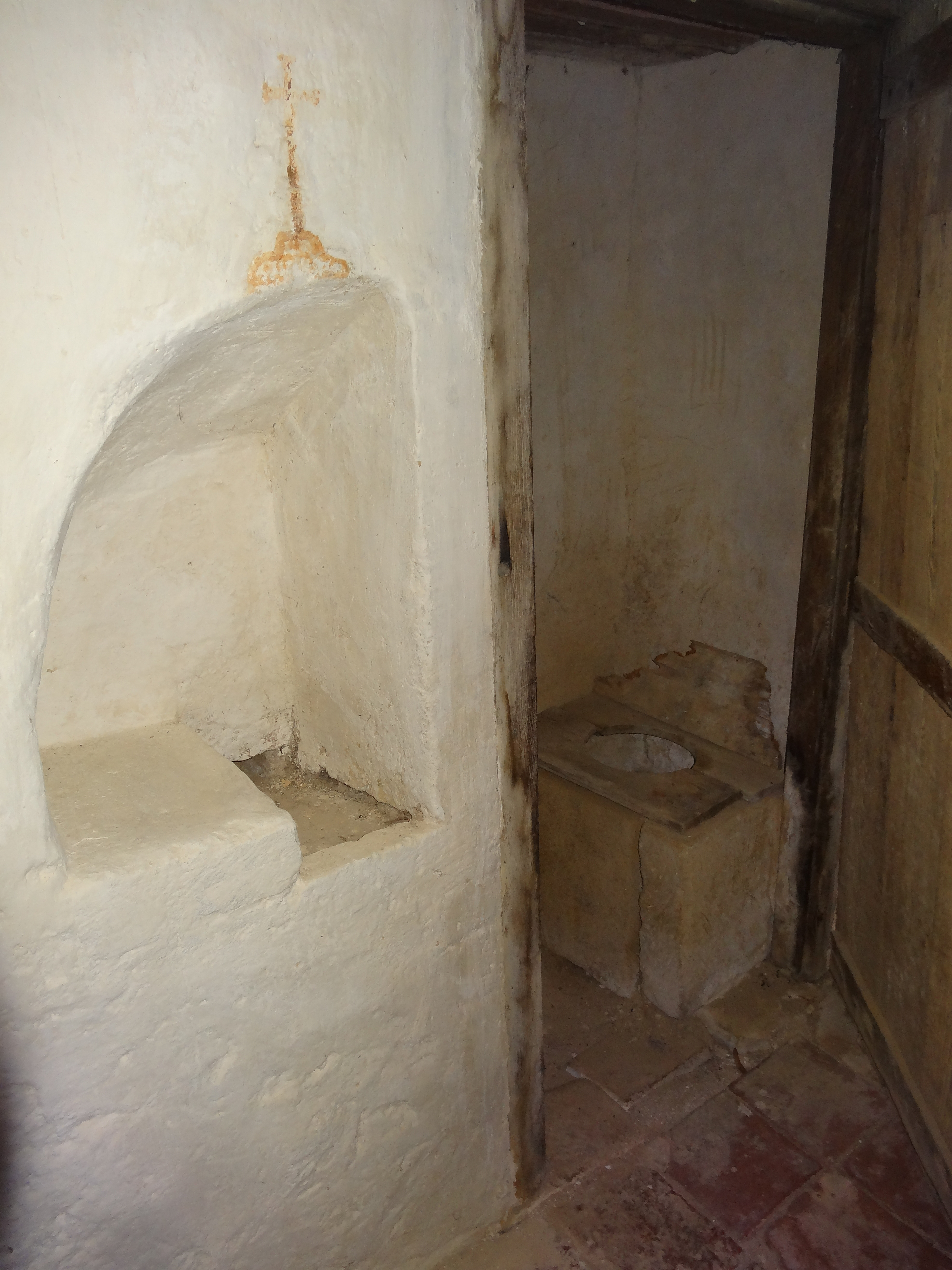
Latrine et niche au sein de l'église.
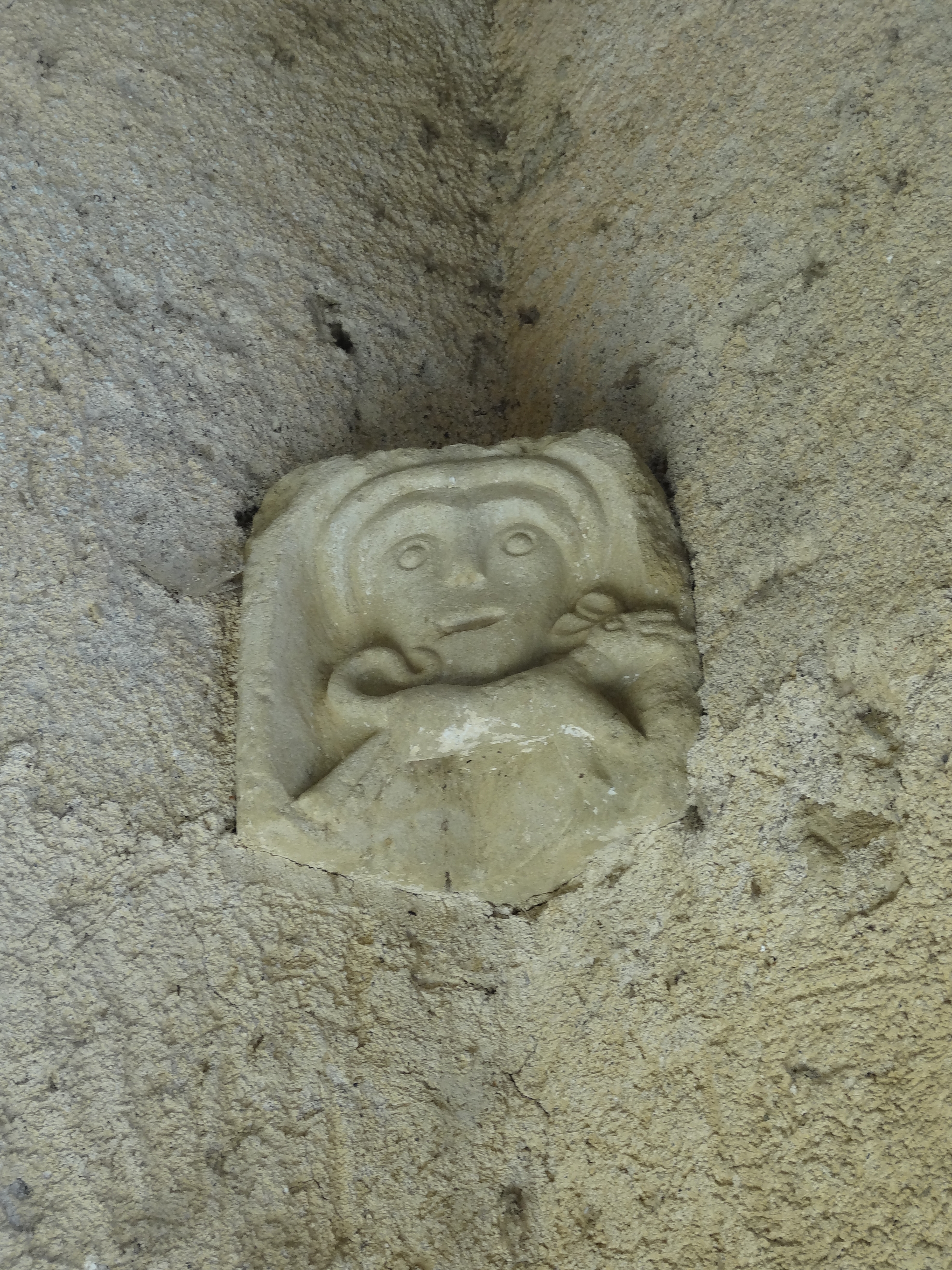
Sculpture romane.

Autres lieux et monuments
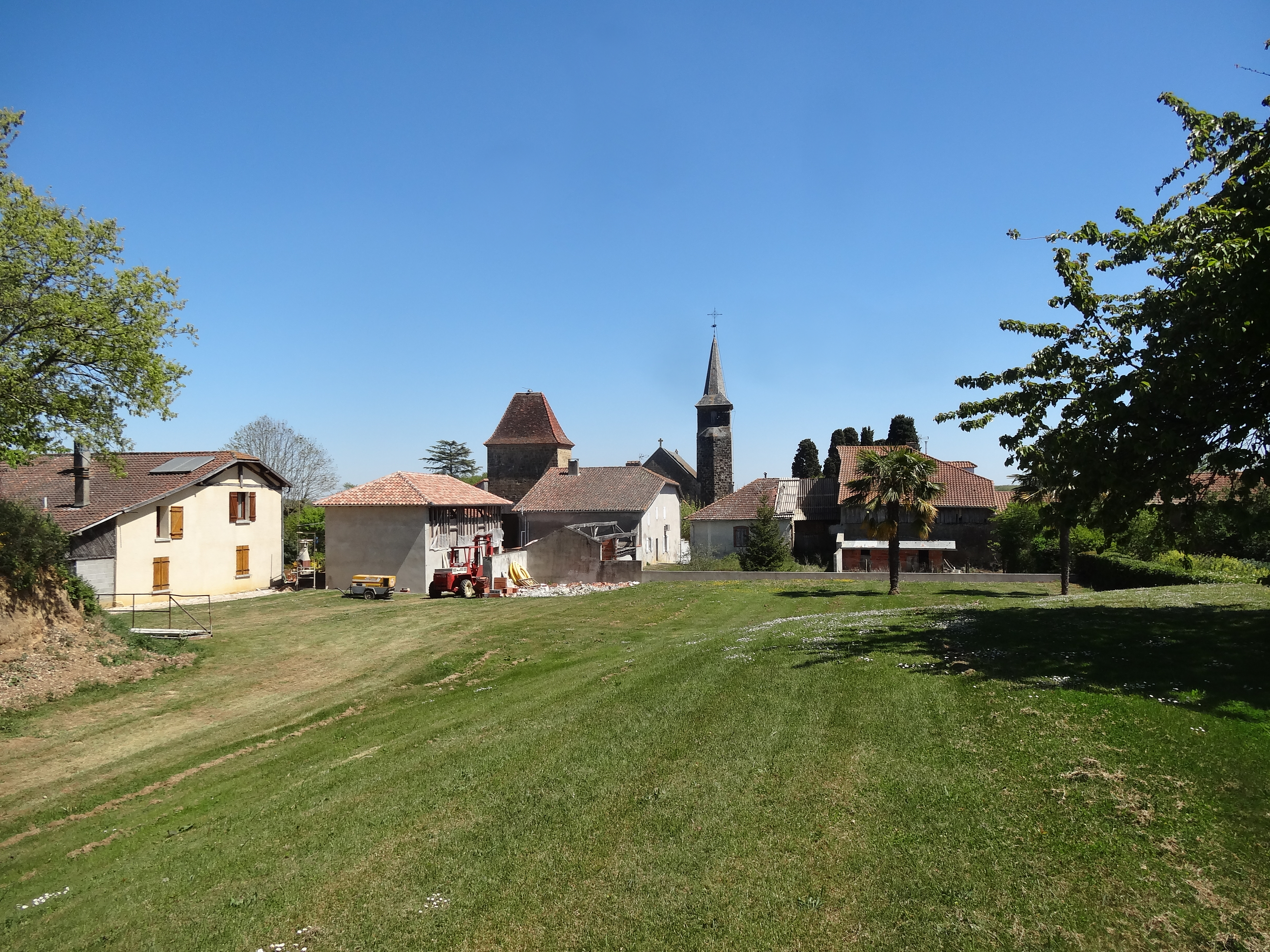
Le village vu depuis la motte castrale.
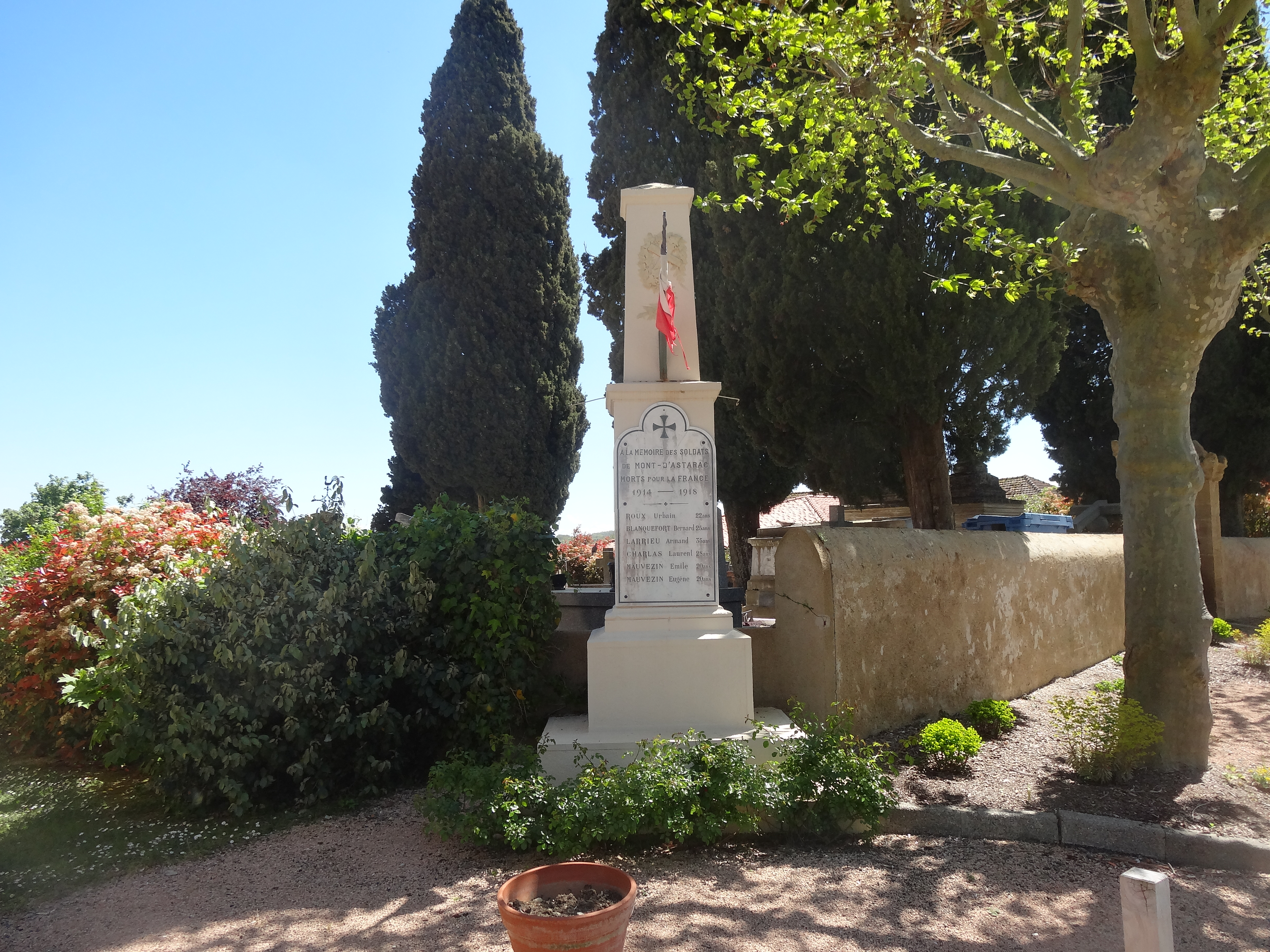
Le monument aux morts.
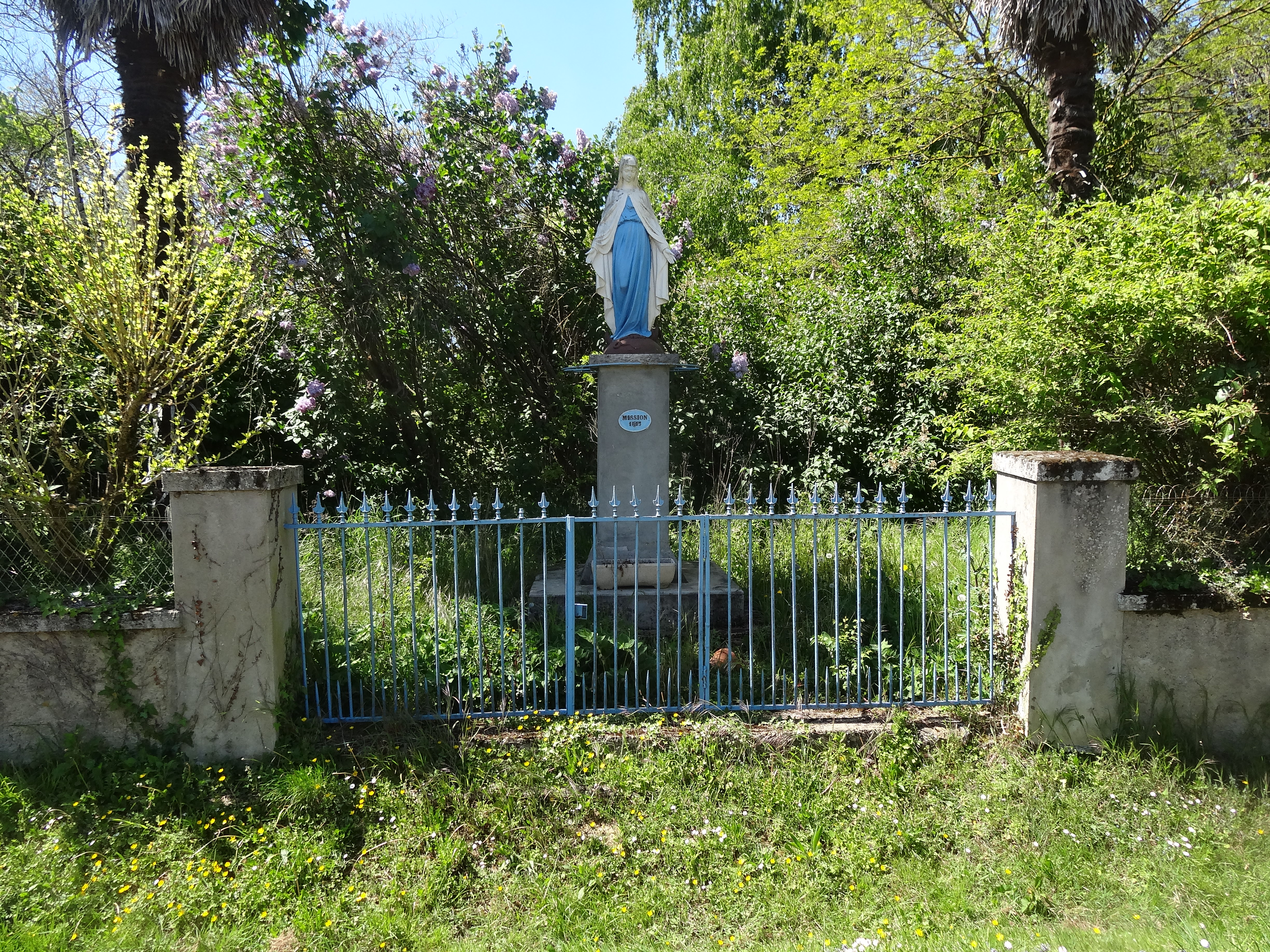
Statue.
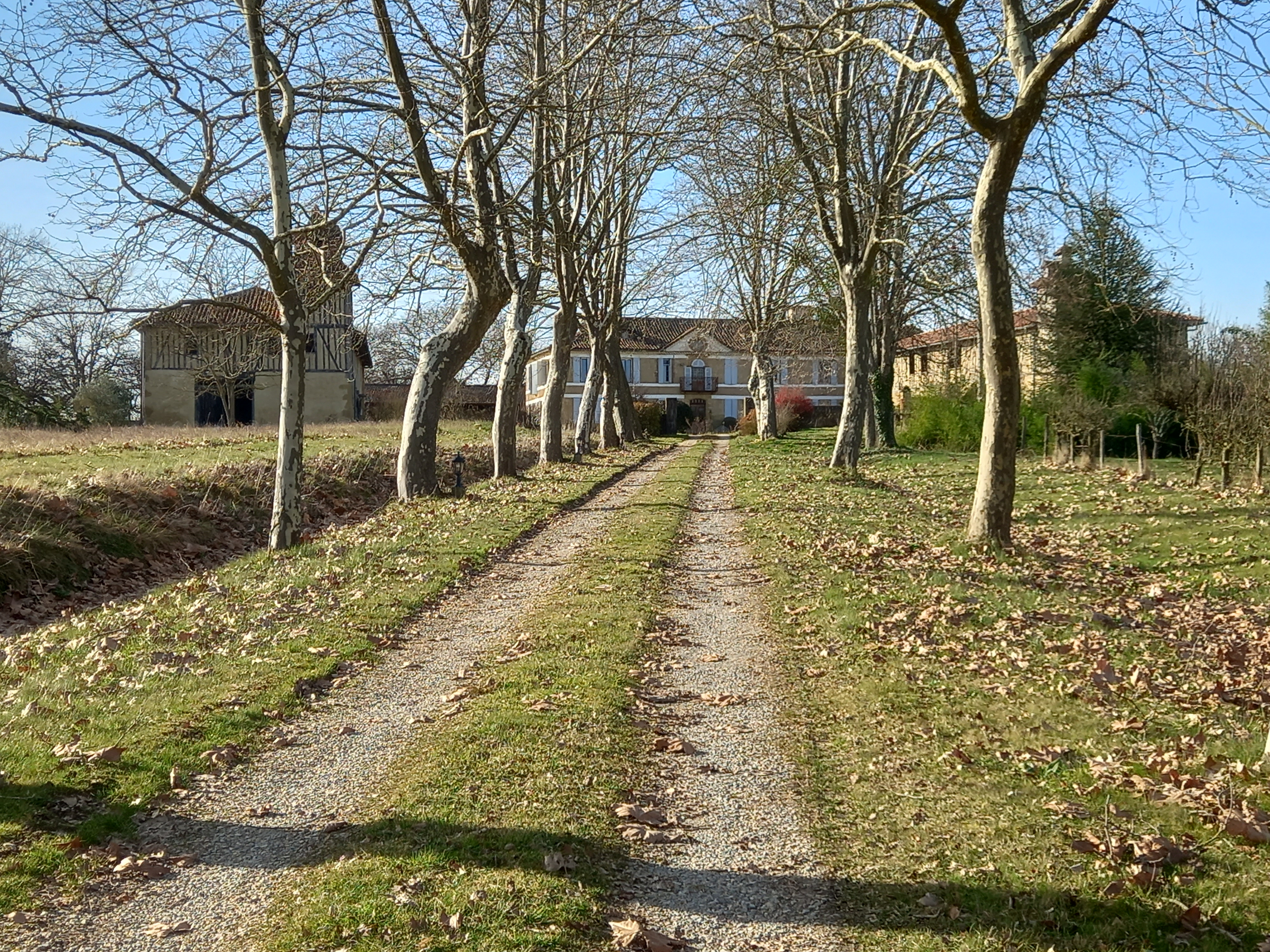
Le château de Salleneuve.
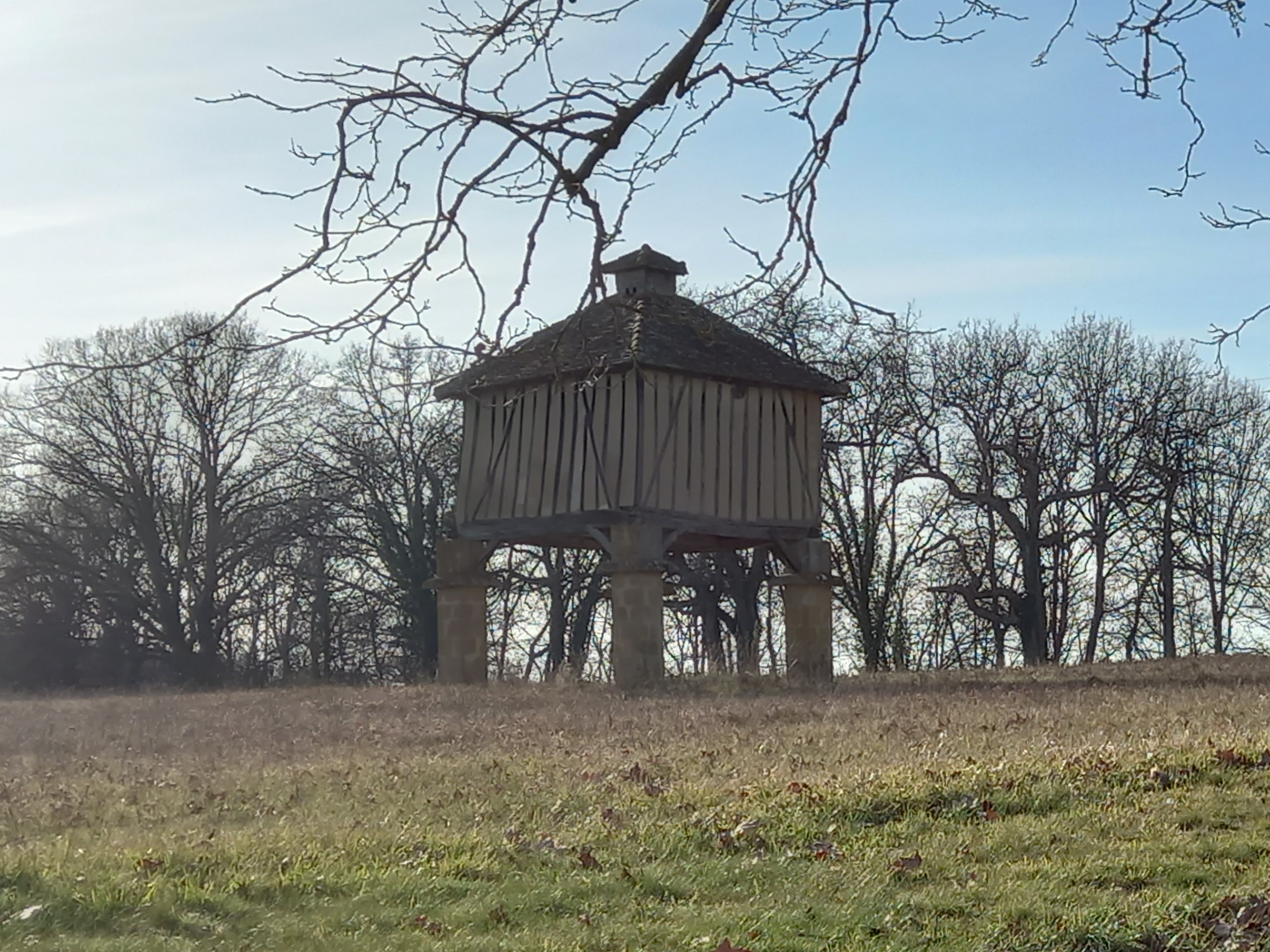
Le pigeonnier du château.
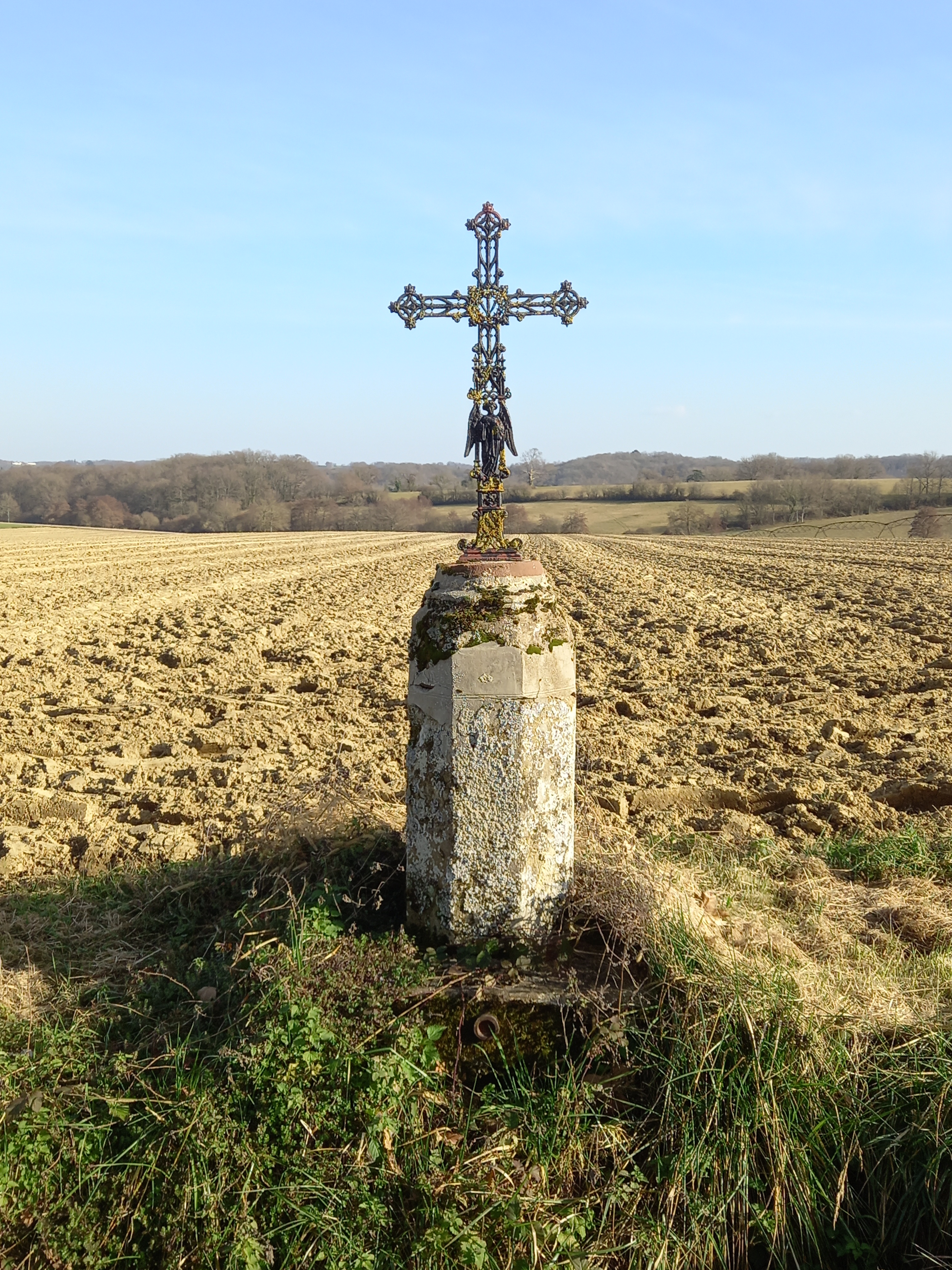
Croix en face du château.

### Personnalités liées à la commune
- Gérard Guégan

### Héraldique
| Blason de Mont-d'Astarac | Blason  | Écartelé d'or et de gueules                      |
| Blason de Mont-d'Astarac | Détails | Le statut officiel du blason reste à déterminer. |